# Stephen Tobolowsky
Stephen Tobolowsky (Dallas, Teksas, 30. svibnja 1951.) američki je glumac.
Tobolowsky je vjerojatno najpoznatiji po ulozi Neda Ryersona, nametljivog školskog prijatelja glavnog lika u filmu Beskrajni dan iz 1993., a kao još jedna njegova poznata uloga mogla bi se navesti ona Sammyja Jankisa u Mementu, naveliko hvaljenom thrilleru iz 2000.

## Vanjske poveznice
- Stephen Tobolowsky u internetskoj bazi filmova IMDb-u (engl.)